# Ruotasjärvi
Ruotasjärvi eller Ruodasjärvi är en sjö i kommunen Lembois i landskapet Birkaland i Finland. Arean är 35 hektar och strandlinjen är 3,39 kilometer lång. Sjön  ingår i Kumo älvs huvudavrinningsområde.   Den ligger omkring 11 kilometer söder om Tammerfors och omkring 150 kilometer norr om Helsingfors. 